# HD 219134 h
HD 219134 h, também conhecido como HR 8832 h, é um exoplaneta que está orbitando em torno de HR 8832, uma estrela anã laranja que está localizada a 21 anos-luz de distância a partir da Terra, na constelação de Cassiopeia. Ele tem uma massa de 108 massas terrestres que indica que o planeta é provavelmente um gigante gasoso. O exoplaneta foi inicialmente detectado pelo instrumento HARPS-N do Telescopio Nazionale Galileo localizado nas Ilhas Canárias e que pertence a Itália, através do método da velocidade radial. Ao contrário de HD 219134 b ainda não foi observado pelo telescópio espacial Spitzer e, assim, o seu raio e densidade são desconhecidos.